# George McCready Price
George McCready Price (* 26. August 1870 in Havelock, New Brunswick, Kanada; † 24. Januar 1963 in Loma Linda, Kalifornien, USA) war ein kanadischer Kreationist. Er hat eine große Zahl von kreationistischen Werken verfasst, insbesondere über das Gebiet der „Flutgeologie“. Er war damit ein wichtiger Vordenker der kreationistischen „Schöpfungswissenschaft“, die von der Wissenschaft (überwiegend als Pseudowissenschaft) abgelehnt wird. Nach seinem Tod griffen Henry M. Morris und John Whitcomb seine Ansichten auf.

## Leben
Price wurde in Havelock in New Brunswick geboren. Sein Vater starb 1882. Seine Mutter schloss sich der Kirche der Siebenten-Tags-Adventisten an. Er heiratete 1887 ein Mitglied dieser Kirche.
Price wurde Lehrer und unterrichtete von 1891 bis 1893 am adventistischen Battle Creek College (heute: Andrews University), und danach an verschiedenen anderen Schulen. Er lernte Alfred Corbett Smith kennen, der sich über Prices fundamentalistische Einstellung lustig machte und ihn mit wissenschaftlicher Literatur bekannt machte. Price, der die Auffassung vertrat, die Erde sei jung, schlussfolgerte, dass die Geologen ihre Daten falsch interpretiert haben müssten. 1902 veröffentlichte Price sein erstes Buch Outlines of Modern Christianity and Modern Science im Selbstverlag. 1906 folgte Illogical Geology.

## Sein Widerstand gegen die Evolutionstheorie
1923 schrieb er sein Hauptwerk The New Geology, ein 726-seitiges Lehrbuch, das eine große Zahl von Argumenten enthielt, die seiner Meinung nach die Evolutionstheorie Darwins widerlegten. Mehrere dieser Argumente sind auch heute noch in kreationistischen Kreisen populär.
Eines seiner Hauptargumente ist, dass die Evolutionstheorie auf fehlerhaften Datierungen beruhe. Price meinte, dass Fossilien nach dem Alter der geologischen Schichten datiert würden, in denen sie gefunden wurden, und dass die Gesteinsschichten wiederum ihr Alter nach den in ihnen enthaltenen Fossilien erhielten. Price glaubte, dass alle Argumente für die Evolutionstheorie, die auf dem hohen Alter der Fossilien basieren, trügerisch seien und dass es sich bei ihnen um Zirkelschlüsse handele. Price meinte, dass alle Fossilien dasselbe Alter hätten und dass sie in der Sintflut abgelagert worden waren.

## Der Einfluss seiner Ideen
Prices Verteidigung der Schöpfungswissenschaft und seine Angriffe auf die Evolution wurden zuerst 1925 weiter bekannt, als William Jennings Bryan seine Hypothesen und Argumente in dem berühmten Scopes-Prozess („Affenprozess“) verwendete.
Seine Ideen wurden dann in den 1960ern von Henry M. Morris und John Whitcomb in ihrem Buch The Genesis Flood aufgegriffen. Dieses Buch hatte einen prägenden Einfluss auf die Entwicklung der kreationistischen „Schöpfungswissenschaft“. Der Wissenschaftsjournalist und Skeptiker Martin Gardner bezeichnete es als den „bedeutendsten Angriff auf die Evolution seit dem Scopes-Prozess“.

## Schriften
- Q. E. D., or New Light on the Doctrine of Creation. Gutenberg
- The Predicament of Evolution. 1925, creationism.org